# Чижов, Александр Александрович
Алекса́ндр Алекса́ндрович Чижо́в (укр. Олександр Олександрович Чижов; род. 10 августа 1986, Полтава) — украинский футболист, защитник.

## Карьера
Воспитанник полтавского футбола, в ДЮФЛ выступал за ДЮСШ им. Горпинка и «Молодь». В 2004—2005 годах играл преимущественно за команду «Ворскла-2» во Второй лиге, привлекался и к играм основной команды клуба, выйдя на поле несколько раз, затем постепенно закрепился в составе «Ворсклы» и в 2007—2008 годах выходил на поле регулярно. 28 мая 2008 года перешёл в «Шахтёр», сумма трансфера составила 8 млн гривен.
20 июня 2013 года перешёл в ФК «Севастополь» на правах аренды.
27 ноября 2013 года клуб расторг контракт с футболистом и Александр вернулся в Донецк. В ноябре 2014 года получил статус свободного агента в «Ильичёвце».
В марте 2017 года Чижов вернулся в полтавскую «Ворсклу».

## Выступления
- В чемпионатах Украины (высшая лига) провел 74 игры, забил 2 гола.
- В Кубке Украины сыграл 7 игр.

## Достижения
«Шахтёр»
- Чемпион Украины: 2009/10, 2010/11, 2011/12
- Серебряный призёр чемпионата Украины: 2008/09
- Обладатель Кубка Украины : 2010/11, 2011/12
- Обладатель Кубка УЕФА: 2008/09
- Обладатель Суперкубка Украины: 2010

«Ворскла»
- Бронзовый призёр чемпионата Украины: 2017/18